# Turczynka
Turczynka (ukr. Турчинка) – wieś na Ukrainie, w obwodzie żytomierskim, w rejonie żytomierskim, w hromadzie Nowa Borowa. W 2001 liczyła 428 mieszkańców, spośród których 421 wskazało jako ojczysty język ukraiński, a 7 rosyjski.